# کیم دان-بی
کیم دان-بی (انگلیسی: Kim Dan-bi؛ زادهٔ ۲۷ فوریهٔ ۱۹۹۰) بازیکن بسکتبال زن اهل کره جنوبی است.
وی در مسابقات کشوری و بین‌المللی در مجموع برندهٔ ۱ مدال طلا، ۳ مدال نقره، ۲ مدال برنز شده‌است.